# Alfred Gilbert
Alfred Carlton Gilbert (* 15. Februar 1884 in Salem, Oregon; † 24. Januar 1961 in New Haven, Connecticut) war ein US-amerikanischer Leichtathlet und Spielzeugerfinder. Bei einer Körpergröße von 1,70 m betrug sein Wettkampfgewicht 68 kg.

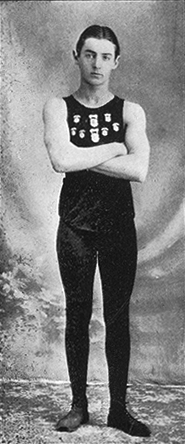
Alfred Carlton Gilbert als junger Frat boy an der Pacific University im Jahr 1902

## Leben
Gilbert besuchte die Tualatin Academy, dann die Pacific University im nahe gelegenen Forest Grove, Oregon. 1902 transferierte er quer durch die USA zur Yale University. Gilbert finanzierte dort sein Studium als Zauberer und schloss es mit einem Examen in Sportmedizin ab. Als vielseitiger Sportler stellte er Rekorde auf mit 39 Klimmzügen ohne Pause und im Weitsprung vom Startblock. Er erfand den Einstichkasten für den Stabhochsprung und stellte zwei Weltrekorde auf. 1908 lieferten sich Walter Dray und Alfred Gilbert einen Wettkampf um die Verbesserung des (inoffiziellen) Weltrekords im Stabhochsprung, in dessen Verlauf der Weltrekord von Dray aus dem Jahr 1907 von 3,79 Meter auf 3,90 Meter gesteigert wurde. Gilbert sprang mit 3,855 Meter und 3,86 Meter zwei Weltrekorde.
Bei den Olympischen Spielen 1908 war Dray nicht am Start. Alfred Gilbert sprang 3,71 Meter, genau wie sein Landsmann Edward Cook. Ein Stechen wurde nicht durchgeführt und so wurden beide Athleten zum Olympiasieger erklärt und drei weitere zu Olympiadritten.

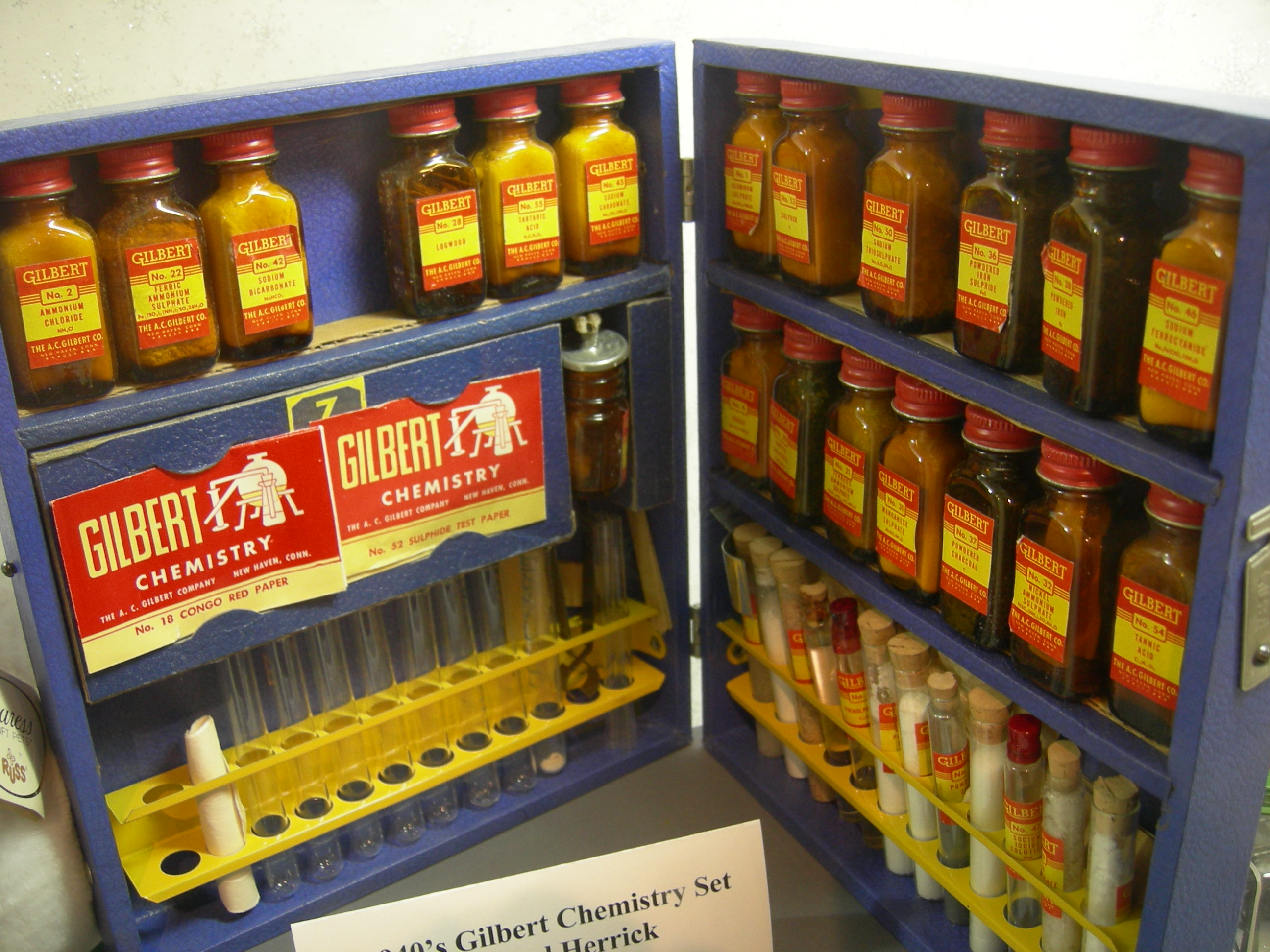
Gilbert Chemie-Kasten aus den 1940er Jahren

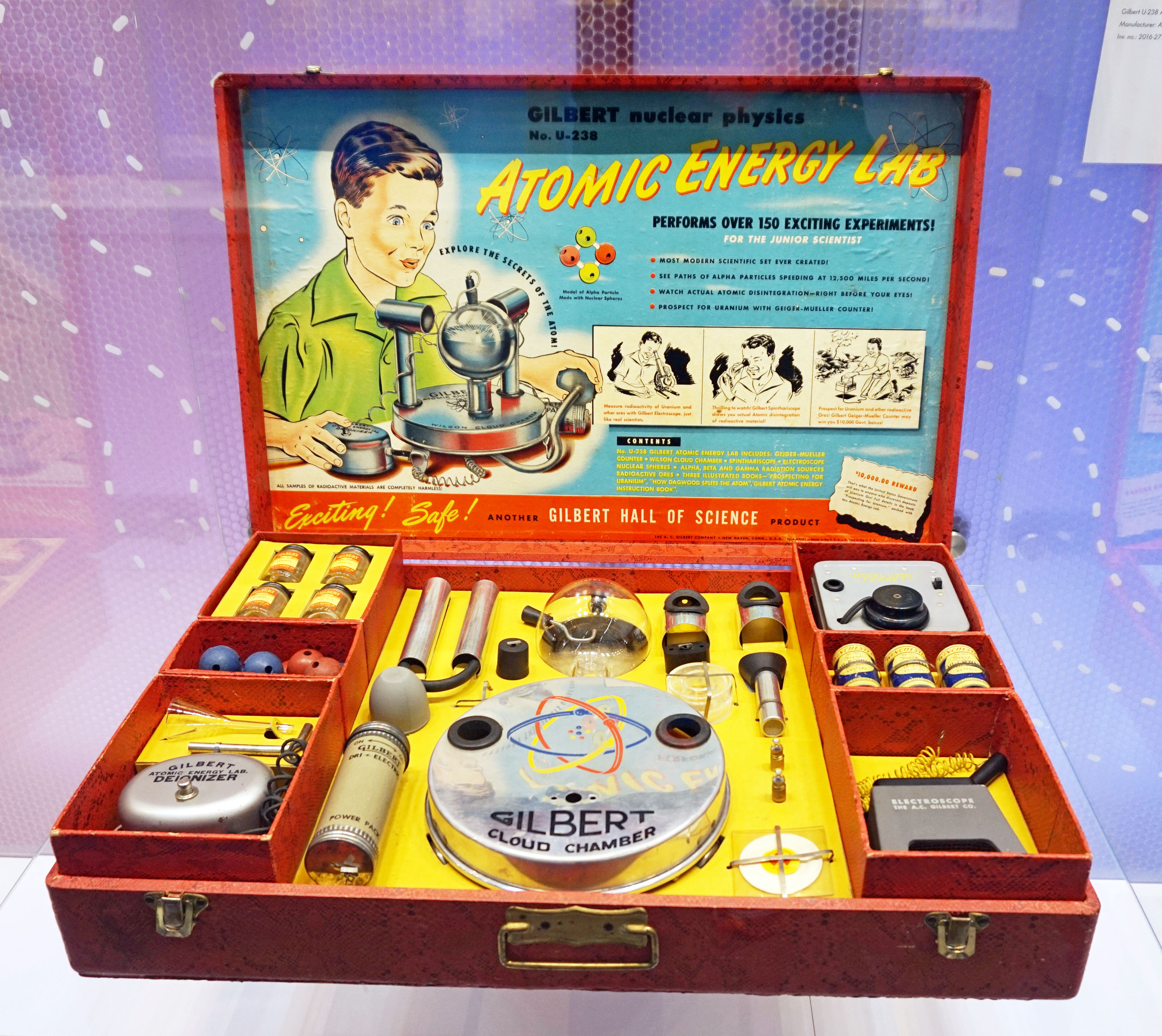
Das Gilbert U-238 Atomic Energy Laboratory mit Nebelkammer

Nach seinem Sportmedizinstudium an der Yale University praktizierte Gilbert nie als Sportmediziner, sondern gründete eine Spielzeugfabrik, die A. C. Gilbert Company. Er entwickelte das Erector Set, einen Metallbaukasten. Insgesamt erhielt er 150 Patente auf von ihm erfundenes Spielzeug, welches über 30 Millionen Mal verkauft wurde. Zu den von seiner Firma vertriebenen Spielzeugen gehörten auch ein Chemiebaukasten und das Gilbert U-238 Atomic Energy Laboratory, ein Experimentierkasten mit radioaktivem Material und einer Nebelkammer.
Seine Firma war die erste in den USA, die Mitarbeiter am Erfolg der Firma beteiligte. Er war der Gründungspräsident der US Toy Industry Association und wurde in die Toy Industry Hall of Fame 1985 aufgenommen. 1954 übergab er seine Firma an seinen Sohn.
In seiner Geburtsstadt Salem ist ihm ein Museum gewidmet.